# HD 138413
HD 138413，又名BD-19 4135，SAO 159330、HR 5762，是一颗恒星，视星等为5.52，位于銀經347.09，銀緯29.06，其B1900.0坐标为赤經15h 26m 51.9s，赤緯-19° 29.06′ 48″。